# Альбрехт Вюстенгаген
Альбрехт Вюстенгаґен (нім. Albrecht Wüstenhagen; 19 жовтня 1892, Клостермансфельд, Німецька імперія — 26 квітня 1944, Вітебськ, БРСР) — німецький офіцер, генерал-лейтенант вермахту. Кавалер Лицарського хреста Залізного хреста.

## Біографія
Син районного чиновника і ротмістра Отто Вюстенгаґена та його дружини Емми, уродженої Еркслебен. 24 травня 1913 року поступив на службу в Імперську армію. Учасник Першої світової війни. З 16 липня 1916 року — батальйонний, з 20 грудня 1916 року — полковий ад'ютант. 29 липня 1919 року демобілізований, працював у сільському господарстві. 1 червня 1935 року поступив на службу у штаб 9-го управління польової техніки сухопутних військ (Кассель). З 26 жовтня 1936 року — в штабі 17-го артилерійського полку (Нюрнберг). З 1 листопада 1936 року — командир 10-ї, з 12 жовтня 1937 року — 9-ї батареї свого полку. З 10 березня 1939 року — командир 1-го дивізіону 22-го артилерійського полку (Верден), з 6 травня 1939 року — 2-го дивізіону 30-го артилерійського полку (Рендсбург), з 28 листопада 1941 року — 129-го артилерійського полку, з 25 вересня  по 1 грудня 1943 року — 110-ї піхотної дивізії. 29 жовтня 1943 року відправлений у резерв ОКГ. З 25 листопада 1943 року — командир 256-ї піхотної дивізії. Загинув у бою від вогню радянських танків.

## Сім'я
22 липня 1918 року одружився з Маргаритою Зейфферт. В шлюбі народились 2 сини і дочка. Старший син Ганс-Альбрехт також став кавалером Лицарського хреста Залізного хреста.

## Звання
- Фанен-юнкер (24 травня 1913)
- Лейтенант без патенту (8 серпня 1914) — отримав патент 10 листопада 1914 року.
- Гауптман служби комплектування (1 червня 1935)
- Гауптман (26 жовтня 1936)
- Майор (1 квітня 1938)
- Оберстлейтенант (1 червня 1941)
- Генерал-майор (1 грудня 1943)
- Генерал-лейтенант (1 червня 1944)

## Нагороди
- Залізний хрест 2-го і 1-го класу
- Почесний хрест ветерана війни з мечами
- Медаль «За вислугу років у Вермахті» 4-го класу (4 роки)
- Застібка до Залізного хреста
  - 2-го класу (25 вересня 1939)
  - 1-го класу (28 травня 1940)
- Німецький хрест в золоті (1 березня 1942)
- Медаль «За зимову кампанію на Сході 1941/42» (27 серпня 1942)
- Лицарський хрест Залізного хреста (2 грудня 1942)